# Уайндер, Джошуа
Джо́шуа Ли́ам Уа́йндер (англ. Joshua Liam Wynder; 2 мая 2005, Луисвилл, Кентукки, США) — американский футболист, центральный защитник клуба «Бенфика B».

## Биография

### Клубная карьера
Уайндер — воспитанник академии футбольного клуба «Луисвилл Сити», где выступал за команду до 19 лет. 22 февраля 2021 года Уайндер подписал любительский контракт с «Луисвилл Сити», что дало ему возможность выступать в Чемпионшипе ЮСЛ без потери права на участие в соревнованиях Национальной ассоциации студенческого спорта. 3 июня он подписал с клубом профессиональный контракт. Его профессиональный дебют состоялся 14 июля в матче против «ОКС Энерджи», в котором он вышел на замену на 86-й минуте вместо Джимми Маклоклина. 24 января 2022 года Уайндер подписал новый многолетний контракт с «Луисвилл Сити». 2 июля в матче против «Бирмингем Легион» забил свой первый гол в профессиональной карьере. По итогам сезона 2022 Уайндер номинировался на звание молодого игрока года в Чемпионшипе ЮСЛ. 3 февраля 2023 года Уайндер продлил контракт с «Луисвилл Сити» на пересмотренных условиях до конца сезона 2025.
8 июня 2023 года Уайндер перешёл в португальскую «Бенфику», где присоединился к команде B. По сообщениям источников ESPN, «Бенфика» заплатила «Луисвилл Сити» 1,2 млн долларов плюс бонусы, что стало рекордной суммой трансфера для игрока Чемпионшипа ЮСЛ. «Луисвилл» также получит 20 % от любого будущего трансфера Уайндера, но «Бенфика» может избежать этого пункта, если заплатит американскому клубу 500 тыс. долларов до конца 2025 года.

### Международная карьера
21 апреля 2022 года Уайндер был впервые вызван в сборную США до 19 лет на тренировочный сбор.
По итогам 2022 года Уайндер номинировался на звание молодого футболиста года в США.
12 апреля 2023 года Уайндер был впервые вызван в старшую сборную США для участия в матче со сборной Мексики. В товарищеском матче, состоявшемся 19 апреля, остался незадействованным запасным.
Уайндер был включён в состав сборной США до 20 лет на молодёжный чемпионат мира 2023. В четвертьфинале против Уругвая, в котором США проиграли со счётом 0:2 и выбыли из турнира, он забил автогол.
Значился в предварительной заявке сборной США на Золотой кубок КОНКАКАФ 2023 из 64 игроков, но в окончательный состав из 23 игроков не попал.

### Личная жизнь
Старший брат Джошуа — Элайджа, также футболист.

## Статистика выступлений
| Выступление      | Выступление      | Выступление      | Лига | Лига | Кубок | Кубок | Плей-офф | Плей-офф | Итого | Итого |
| Клуб             | Лига             | Сезон            | Игры | Голы | Игры  | Голы  | Игры     | Голы     | Игры  | Голы  |
| ---------------- | ---------------- | ---------------- | ---- | ---- | ----- | ----- | -------- | -------- | ----- | ----- |
| Луисвилл Сити    | USLC             | 2021             | 11   | 0    | —     | —     | 0        | 0        | 11    | 0     |
| Луисвилл Сити    | USLC             | 2022             | 21   | 2    | 3     | 0     | 3        | 0        | 27    | 2     |
| Луисвилл Сити    | USLC             | 2023             | 6    | 0    | 1     | 0     | —        | —        | 7     | 0     |
| Луисвилл Сити    | Итого            | Итого            | 38   | 2    | 4     | 0     | 3        | 0        | 45    | 2     |
| Всего за карьеру | Всего за карьеру | Всего за карьеру | 38   | 2    | 4     | 0     | 3        | 0        | 45    | 2     |